# Agryzskij rajon
L'Agryzskij rajon, (in russo Агрызский район?, in lingua tatara :Әгерҗе районы), è un municipal'nyj rajon della Repubblica Autonoma del Tatarstan, in Russia. Istituito nel 1927, occupa una superficie di 1 796,62 chilometri quadrati, conta 35 142 abitanti, è suddiviso in 21 comuni e ha come capoluogo Agryz.
Il territorio si trova nella valle del fiume Iž; a sud confina con il bacino di Nižnekamsk.